# Plac Széchenyiego w Peczu
Plac Istvána Széchenyiego, (węg. Széchenyi István tér) – administracyjne, handlowe i turystyczne centrum śródmieścia Peczu. W średniowieczu był targiem miejskim. Tu znajdował się ratusz i kościół parafialny. Imieniem Széchenyiego nazywany jest od 1864 r., a wcześniej nosił najróżniejsze nazwy: Fórum, Városi piacz, Főtér. Plac jest jednym z centralnie położonych, bogatym w zabytki i wznoszącym się stopniowo w kierunku północnym placów, do którego zbiega się promieniście 12 ulic. Głównymi atrakcjami placu są m.in. meczet Gazi Kasıma Paszy, ratusz (Városháza), urząd komitacki (Megyeháza), były hotel „Nádor szálló”, fontanna Zsolnay-kút, kościół bonifratrów (Irgalmasrendi templom), pomnik Świętej Trójcy (Szentháromság-szobor) i pomnik Jánosa Hunyadyego na koniu wykonany z brązu. Plac odnowiono w ramach projektu Pécs2010 Kulturális Főváros, gdy Pecz był Europejską Stolicą Kultury. Corocznie we wrześniu odbywa się na nim w ramach Dni Peczu (Pécsi napok) Święto Winorośli i Wina (Szőlő és Bor Ünnep) z jarmarkiem, korowodem winobraniowym i degustacją win z regionu winiarskiego Villány-Siklós, a w okresie bożonarodzeniowym stawiana jest miejska choinka.

## Położenie
Plac leży w samym centrum Peczu na południowych stokach gór Mecsek. W stronę placu biegnie 12 ulic. Zaczynając od południowej strony w kierunku ruchu wskazówek zegara: Irgalmasok utcája, Jókai tér, Ferencesek utcája, Ciszterci köz, Janus Pannonius utca, Szepesy Ignác utca, Hunyadi János utca, Megye utca, Mária utca, Király utca, Perczel Miklós utca i Munkácsy Mihály utca.

## Historia

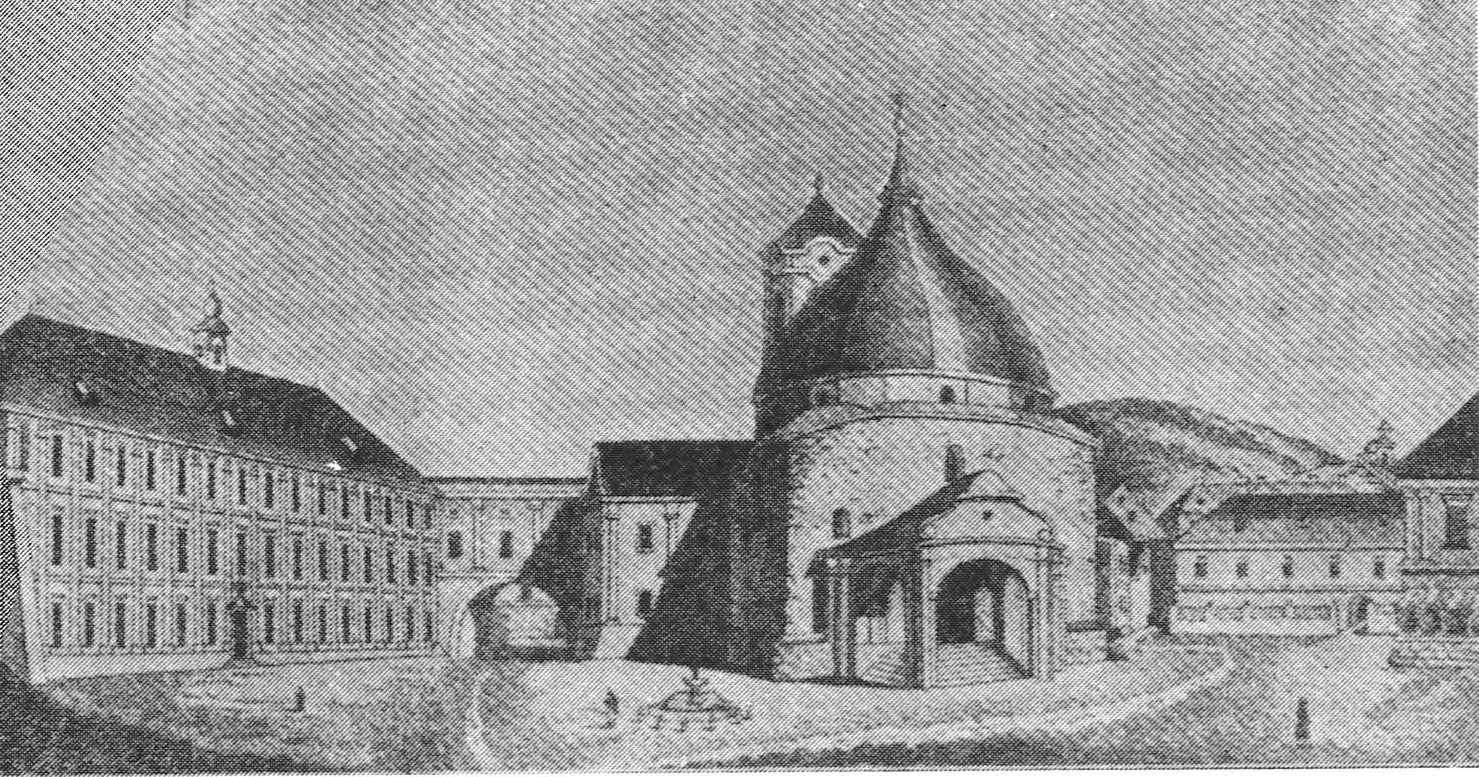
Plac na początku XIX wieku

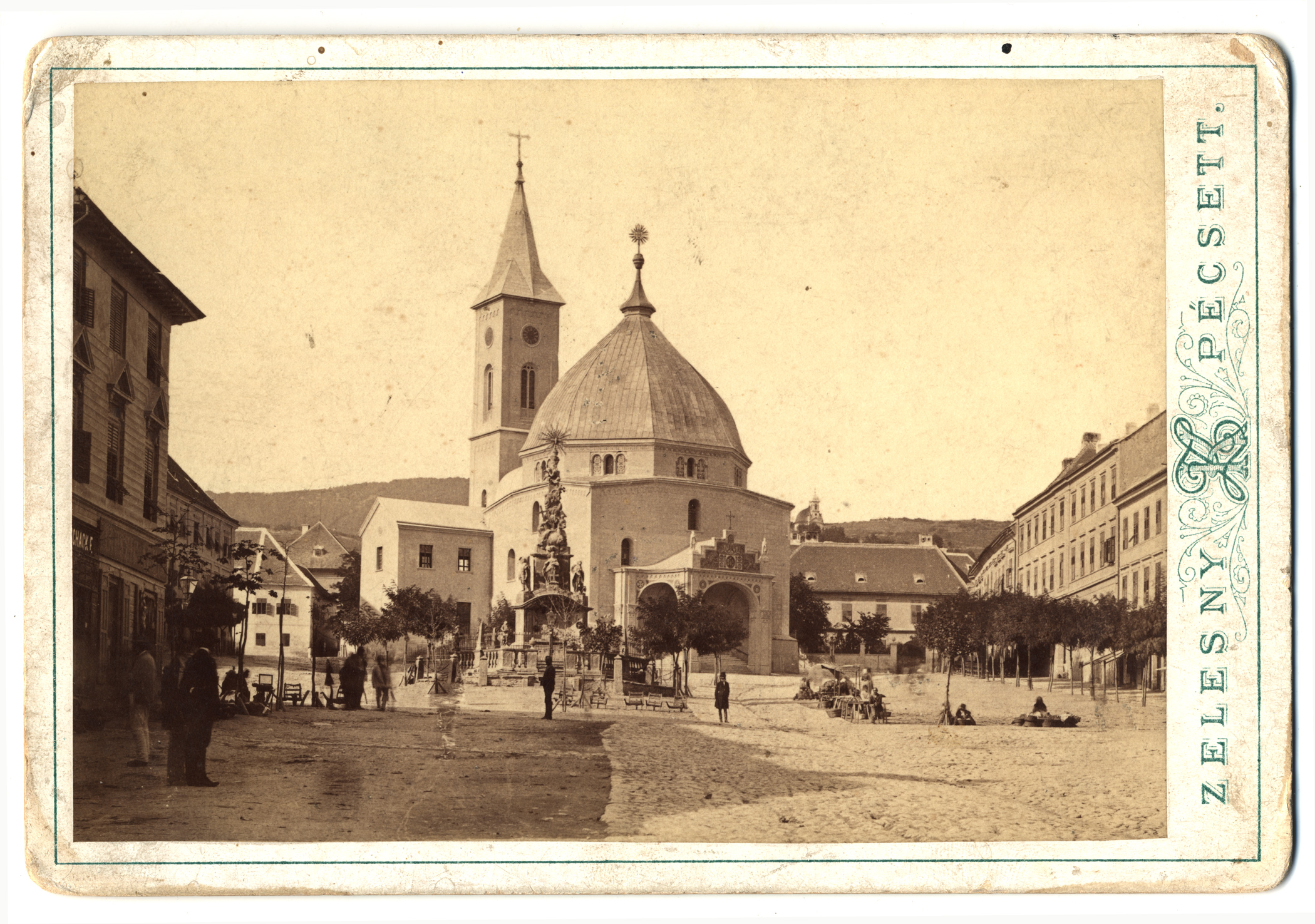
Plac w końcu XIX wieku

Plac położony jest na południowym skraju miasta Sopianae z czasów rzymskich. W czasie przeprowadzonych w połowie XX wieku robót kanalizacyjnych, odkryto dół kloaczny oraz trzeciorzędną drogę, a w północnej części rzymski cmentarz. Odkrycia te dowodzą, że teren ten był wtedy zamieszkały. Przypuszcza się, że od IV w. n.e. istniał tu obóz wojskowy.
Po przybyciu Węgrów do ich dzisiejszej ojczyzny, plac zaczął być użytkowany, a znaczenia nabrał wraz z wybudowaniem kościoła Świętego Bartłomieja, (Szent Bertalan-templom).
Droga powstała między wschodnią bramą budzińską (budai) i zachodnią (szigeti) rozszerzyła znaczenie placu, który w porównaniu z obecnym stanem, zajmował znacznie więcej przestrzeni po zachodniej stronie – sięgał aż do utworzonego w 1367 r. budynku pierwszego węgierskiego uniwersytetu, stojącego w sąsiedztwie biskupiego zamku. Plac ten był jedynym placem średniowiecznego miasta, mogącym pomieścić większą liczbę ludzi. Tutaj na przykład przybył Janus Pannonius z trzystuosobową świtą, zanim wyruszył jako poseł króla Macieja Korwina z prośbą o pomoc do papieża Pawła II. Przypuszczalnie tutaj odbył się sejm październikowy w 1476 roku, a król Władysław II Jagiellończyk zawarł 27 marca 1495 r. pokój z Turkami. W czasie remontu w 2009 r. odkryto budynek, który w umowie sprzedaży z 1489 r. został wymieniony jako Drakwlyahaza i prawdopodobnie omyłkowo zaczęto uważać, że jest to dom Drakuli.
Turcy, pod wodzą Sulejmana Wspaniałego, wmaszerowali na plac 20 lipca 1543 r. Potem 4 lipca 1566 r. też tu weszli, by następnego dnia wyruszyć w stronę Szigetváru. Plac nazywano wtedy placem Bazarowym, a w północnej jego części wybudowano z kamienia pochodzącego z rozbiórki kościoła świętego Bartłomieja meczet Gazi Kasıma Paszy. Sam plac był w tureckich czasach ważnym targowiskiem. Z opisu tureckiego podróżnika Evliya Çelebiego wiemy, że na placu były dwie tureckie studnie, jedna poniżej meczetu, a druga w miejscu obecnej fontanny Zsolnay-kút. W czasie kampanii wojennej w 1664 r. plac został poważnie zniszczony.
Po odzyskaniu miasta plac znajdował się w katastrofalnym stanie: meczet był częściowo uszkodzony, minaret do połowy zawalony, turecka łaźnia spalona, a okoliczne domy zrujnowane. W następnych dziesięcioleciach następowała odbudowa: w 1698 r. wybudowano pierwszy ratusz, w 1713 r. na pamiątkę epidemii dżumy pierwszy pomnik Świętej Trójcy, który dał placowi imię w czasie panowania Józefa II Habsburga. W 1714 r. plac ustanowiono publicznym targowiskiem, na którym do połowy XIX wieku odbywały się również egzekucje, kiedy miejscem egzekucji została dzielnica Ledina.

## Budowle

### Meczet i zabytki na placu

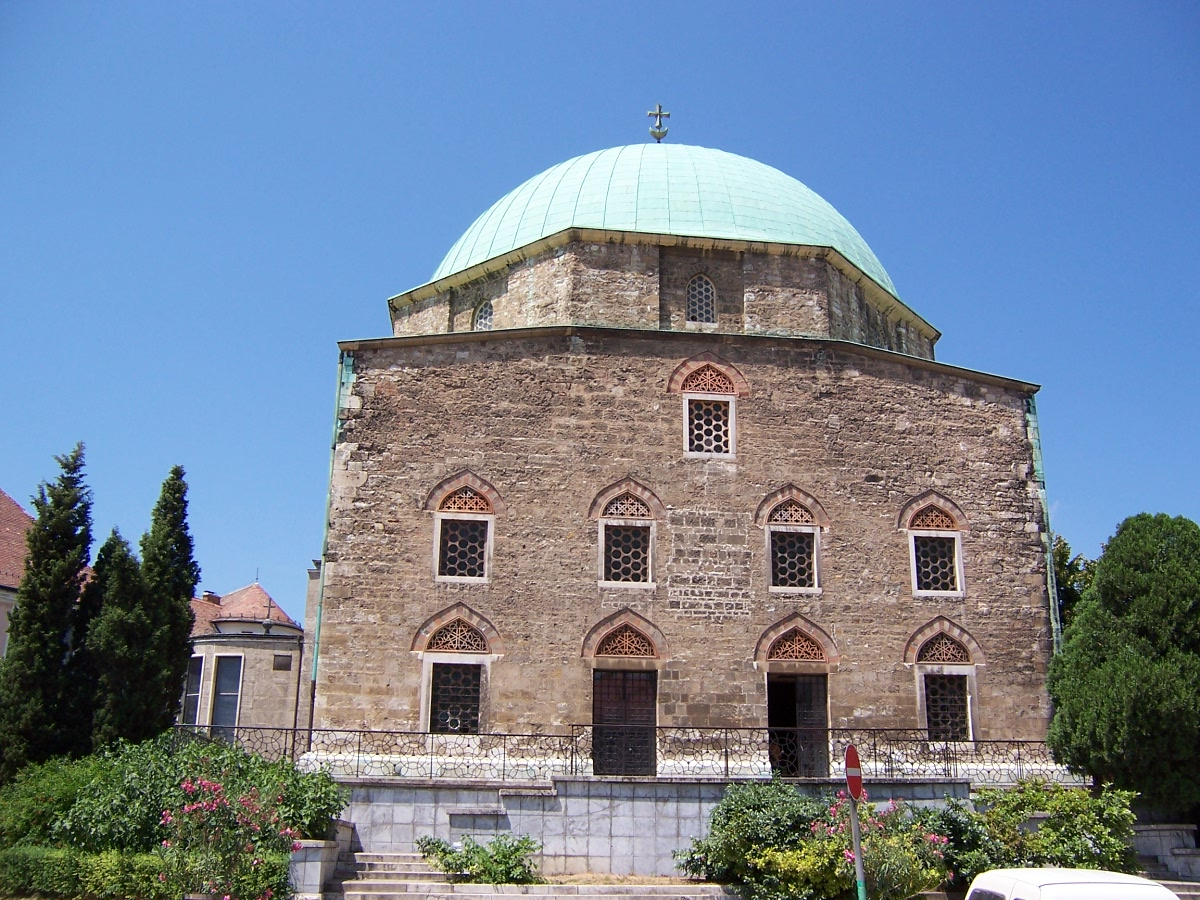
Meczet Gazi Kasıma Paszy

Centralną budowlą placu Széchenyiego jest meczet Gazi Kasıma Paszy, jeden z symboli Peczu.
W średniowieczu w centrum miasta stał kościół parafialny świętego Bartłomieja. Po zdobyciu miasta przez Turków z kamienia pochodzącego z kościoła wybudowano meczet Gazi Kasıma Paszy w zdecydowanie wschodnim stylu. Obok meczetu stał kiedyś minaret, którego górną część rozebrano w 1753, a dolną w 1766 roku, pozostawiając tylko podstawę. Na wewnętrznej ścianie obecnej elewacji z głównym wejściem znajduje się skierowana w stronę Mekki nisza mihrabu. Budynek uzyskał swój dzisiejszy kształt w czasie przebudowy w 1939 r. Obok meczetu znajduje się dzwon Świętego Bartłomieja (Szent Bertalan harang).
Stojący na prostym, kamiennym postumencie pomnik Jánosa Hunyadyego na koniu jest dziełem artysty rzeźbiarza Pála Pátzaya. Ten jeden z najpiękniejszych pomników na Węgrzech odsłonięto 12 sierpnia 1956 r. z okazji 500 rocznicy śmierci Hunyadyego.
Stojący na środku placu pomnik Świętej Trójcy powstał w latach 1710–1714 na pamiątkę ustąpienia epidemii dżumy. Pierwotnie barokowy pomnik w końcu XIX wieku był już na tyle zniszczony, że miasto zamówiło nowy u Györgya Kissa, który został odsłonięty w 1908 roku.
W połowie lipca 2009 r. na placu Széchenyiego, w czasie prac remontowych, natrafiono na sensacyjne wykopaliska. Wykopano pochodzące z czasów dynastii Arpadów nowe fragmenty fundamentów kościoła Świętego Bartłomieja, którego kamień posłużył do budowy meczetu Gazi Kasıma Paszy. Gyula Gosztonyi, który prowadził badania kościoła i który odkrył i częściowo odkopał wczesnochrześcijańskie katakumby, obecnie posiada w mieście ulicę swego imienia. Według Andrása Kikindaiego dzięki ostatnim wykopaliskom zostało poznane ok. 80% kościoła Świętego Bartłomieja i należących do niego budowli.

### Ratusz (Széchenyi tér 1)

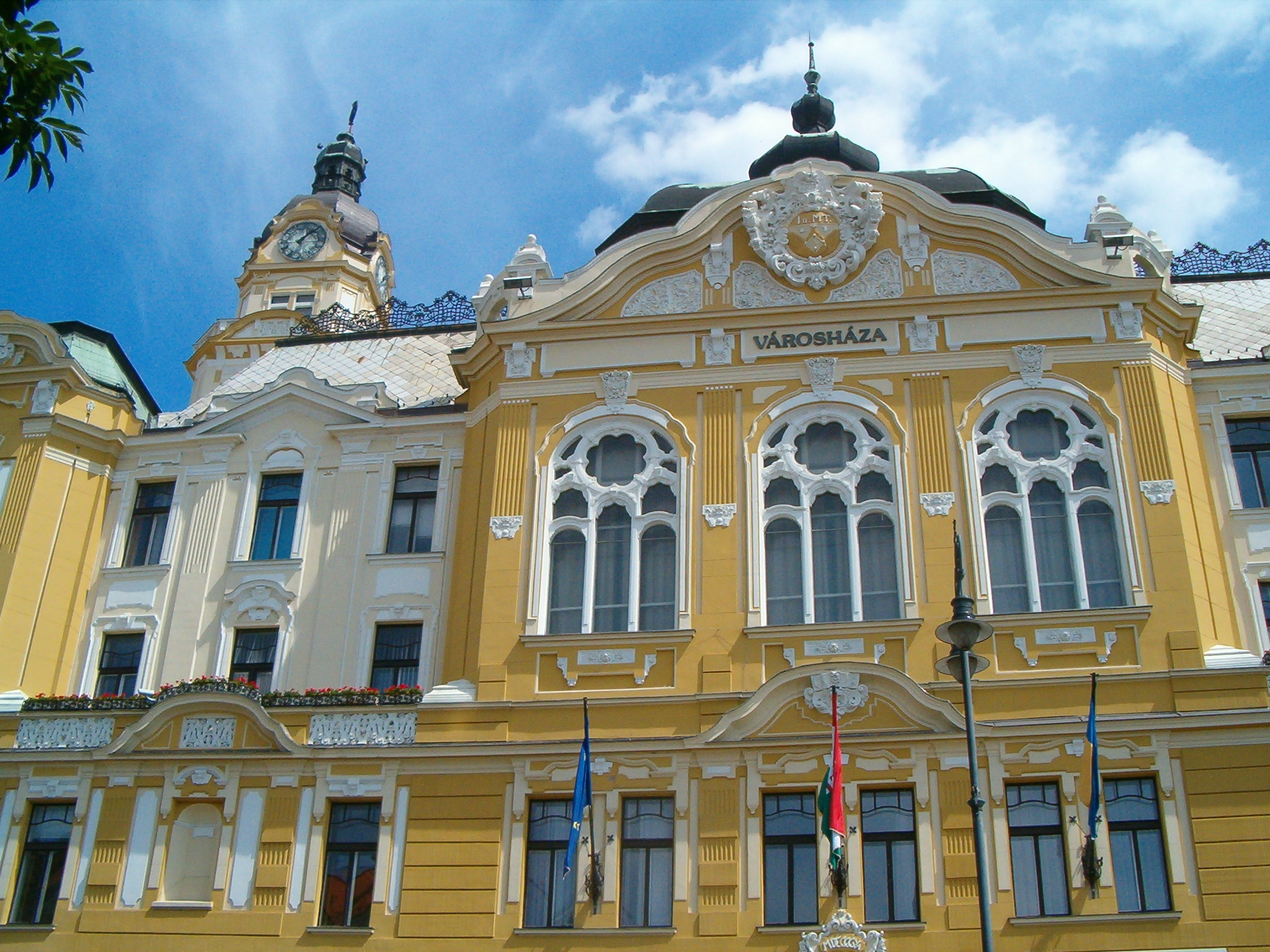
Ratusz

Pierwszy ratusz po niewoli tureckiej wybudowano na miejscu obecnego budynku w 1710 roku, a drugi w latach 1831–1832. Dzisiejszy kształt uzyskał w czasie przebudowy w 1907 r. na podstawie projektu Adolfa Lánga. Na fasadzie widoczne są elementy barokowe. Rogi ma pokryte dachem mansardowym, a od strony ulicy Király zdobi go wieża z zegarem.

### Pałac Lóránta (Széchenyi tér 2)

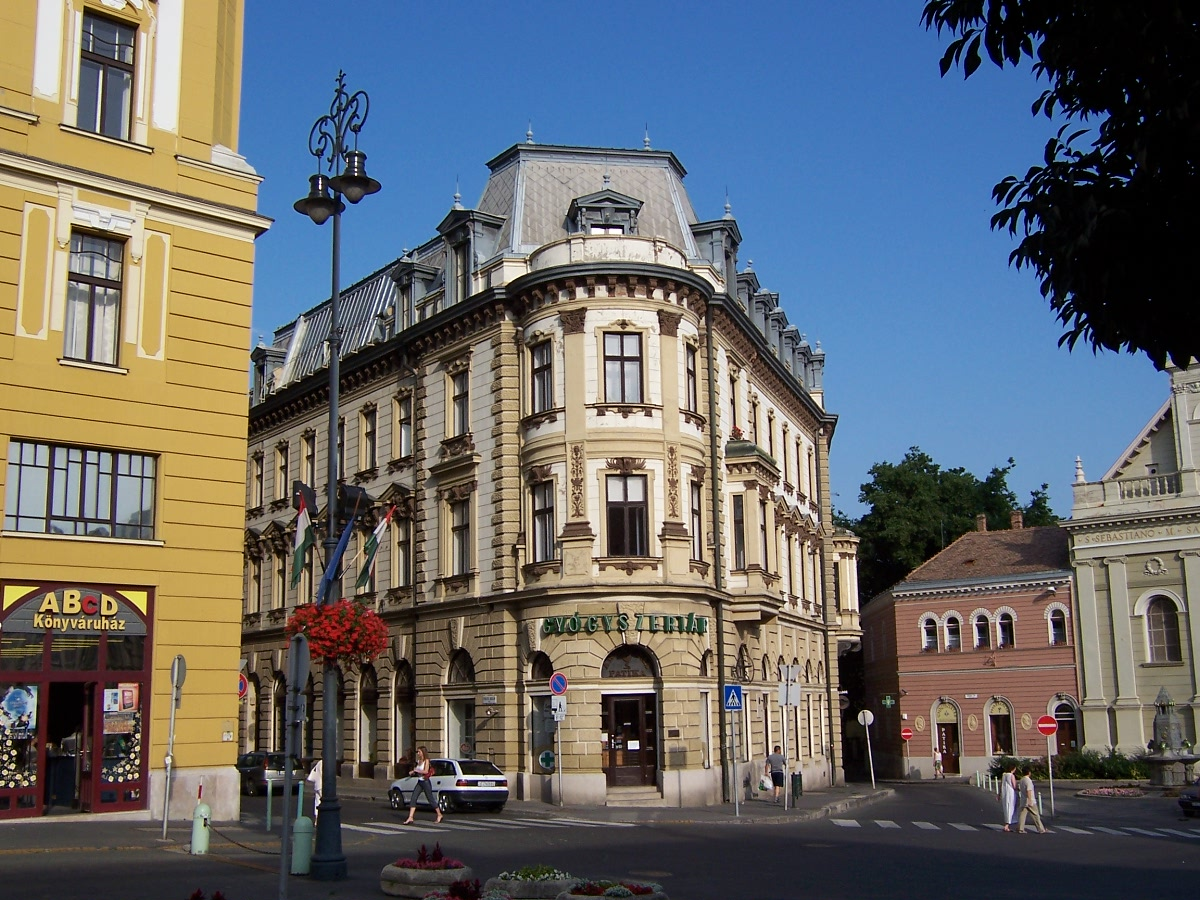
Pałac Lóránta

W tureckich czasach, w miejscu budynku stał dom, następnie w XVIII w. wybudowano tam dom z dachem mansardowym, który przezwano Szczurzym Zamkiem (Patkányvár). Zburzono go w 1882 r. i na jego miejscu postawiono romantyczny, trzypiętrowy dom, który według większości przewodników został zaprojektowany przez zmarłego w 1863 r. Ludwiga Förstera. Dom ten, poprzez małżeństwo, trafił w posiadanie dra Lipóta Lőwyego, który w 1903 r. zmadziaryzował swoje nazwisko na dr Lipót Lóránt i jego imię nosi Pałac Lóránta (Lóránt-palota). Wcześniej nazywano go pałacem Lőwyego (Lőwy-palota). Od 1961 r. w budynku działa apteka.

### Strona południowa (Széchenyi tér 3–5)

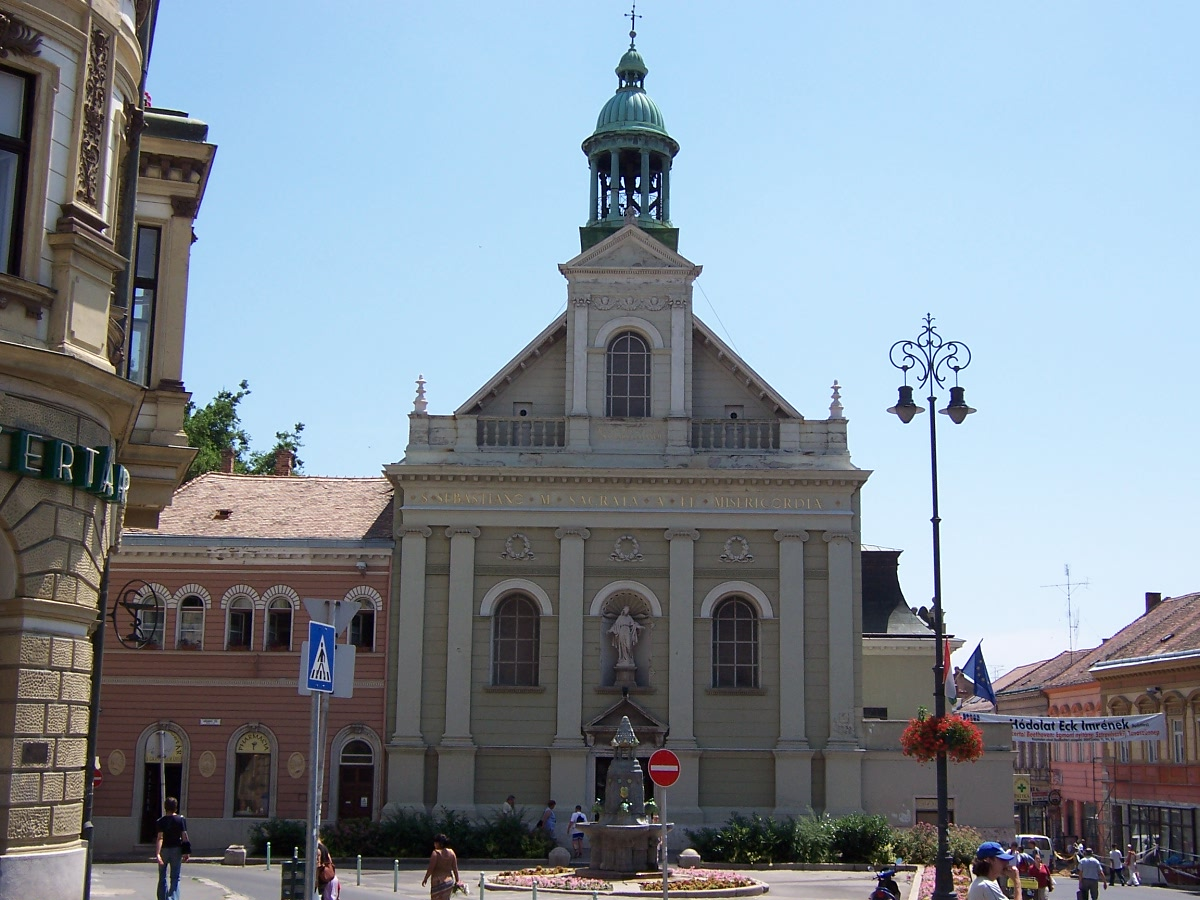
Kościół Bonifratrów z fontanną Zsolnaya

W południowej części placu znajduje się fontanna Zsolnaya (Zsolnay-kút), zdobiona polewaną ceramiką, stojąca na miejscu wyburzonej w 1892 r. tureckiej fontanny (szadirwanu), stojąca obok zdroju Kádiego. Woda, w czterometrowej wysokości fontannie, wypływa z czterech wołowych głów umieszczonych z czterech stron do łukowatego basenu. Fontanna została wykonana jako prezent Miklósa Zsolnaya dla miasta i jest ozdobiona herbem Peczu i fabryki porcelany Zsolnaya.
Kościół Bonifratrów został wybudowany w latach 1727–1731. Jednonawowy kościół o sklepieniu kolebkowym z prezbiterium zamkniętym prostą ścianą należał wcześniej do Kapucynów. Bonifratrzy otrzymali go w 1795 r. i w latach 1887–1891 przebudowali go na podstawie projektu Ágosta Kirsteina. Eklektyczna fasada wtedy właśnie otrzymała swój dzisiejszy wygląd. Górną część budynku zdobi attyka, a w niszy zamkniętej od góry półkolistym łukiem znajduje się figura Marii autorstwa Györgya Kisa. Wnętrze świątyni odnowiono w 1908 r. Drewniane ołtarze zdobione intarsjami posiadają wyjątkową wartość artystyczną. Główny ołtarz w stylu włoskiego baroku przedstawia męczeństwo św. Sebastiana. Freski namalował Endre Graits w 1908 r. Płaskorzeźbę Świętego Jana Bożego wykonał artysta rzeźbiarz Ede Mayer, a organy fabryka Angster z Peczu. W zachodniej części kościoła znajduje się kwadratowa kaplica. Kilka kamieni nagrobnych ozdobionych herbami i napisami umieszczonych na ścianach jej wskazuje na istnienie krypty pod kościołem, ale wejście do niej nie jest znane.
W dwóch budynkach stojących obok kościoła istniały sklepy aż do lat 60. XX wieku, kiedy to przyłączono je do kliniki.

### Strona południowo-zachodnia (Széchenyi tér 6–8)
W południowo-zachodnim rogu placu stoi wybudowany w połowie XIX wieku dom Sárkány, (Sárkány-ház) na rogu ulicy Bonifratrów, (Irgalmasok utca) i placu Jókaiego (Jókai tér). Na północ od niego, pod numerem 7 znajduje się barokowy budynek wybudowany przez rodzinę Frühweiss w połowie XIX w. Do niego przylega dom pod numerem 8 (Piacsek-ház), powstały w latach 20. XIX wieku. W czasie jego budowy na placu przeprowadzono poważne prace niwelacyjne.
Przed granicą budynków nr 7 i 8 stoi popularna stacja meteorologiczna, którą postawiono 15 czerwca 1908 ze składek publicznych. W 1938 r. usunięto ją z placu i do 1991 r. stała bez oprzyrządowania w parku miejskim Dömör-kapu.

### Urząd Komitacki (Széchenyi tér 9–10)

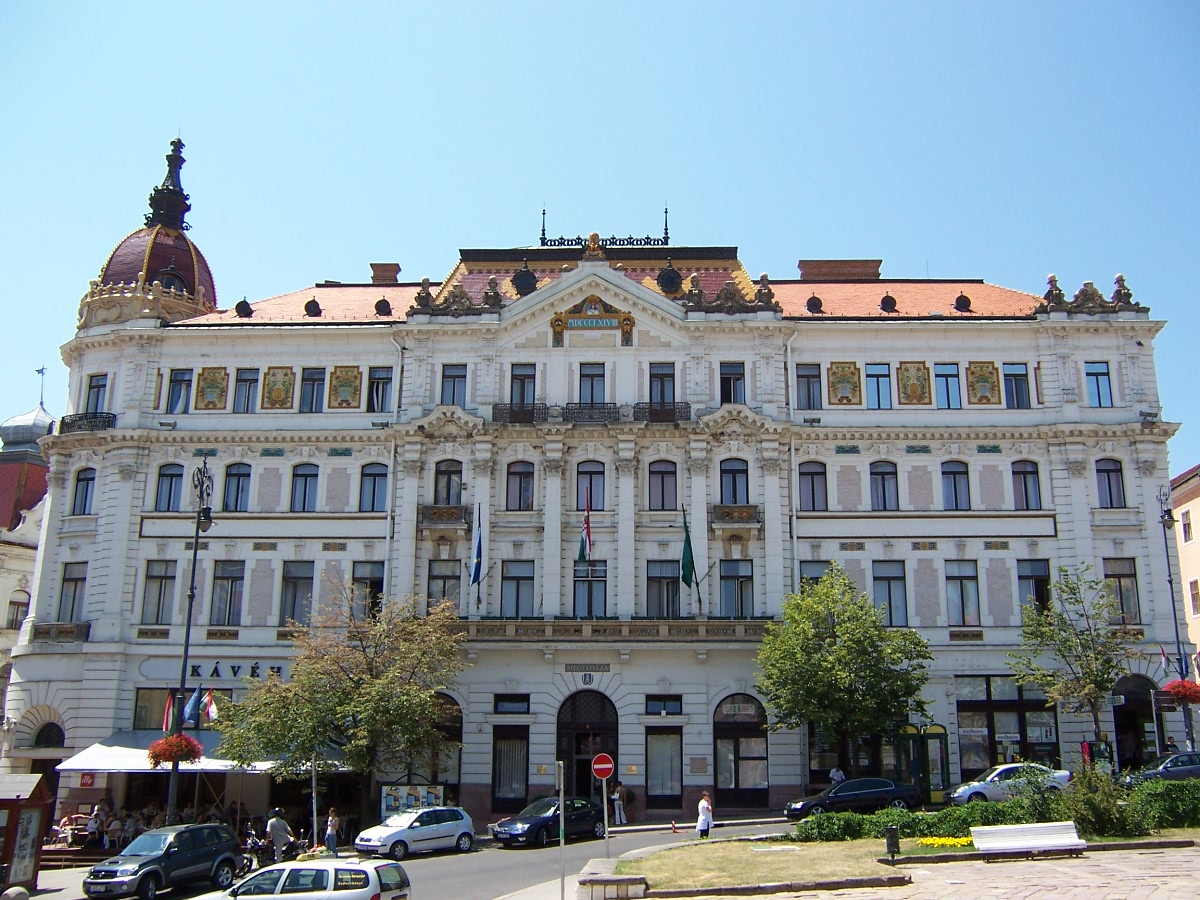
Urząd Komitacki

Imponująco wyglądający, eklektyczny budynek Urzędu Komitackiego (Megyeháza) został wybudowany w 1897 roku. Cokół wykonano z czerwonego piaskowca z kamieniołomu w Kővágószöllős. Fasada od strony placu jest znacznie bardziej ozdobna od pozostałych budynków na placu. Ceramiczne ozdoby zostały wykonane w fabryce Zsolnay. W 1954 r. spłonął dach budowli i został odbudowany w znacznie uproszczonej wersji, pierwotnie istniejącej kopuły nie odbudowano.

### Gimnazjum i kolegium (Széchenyi tér 11)

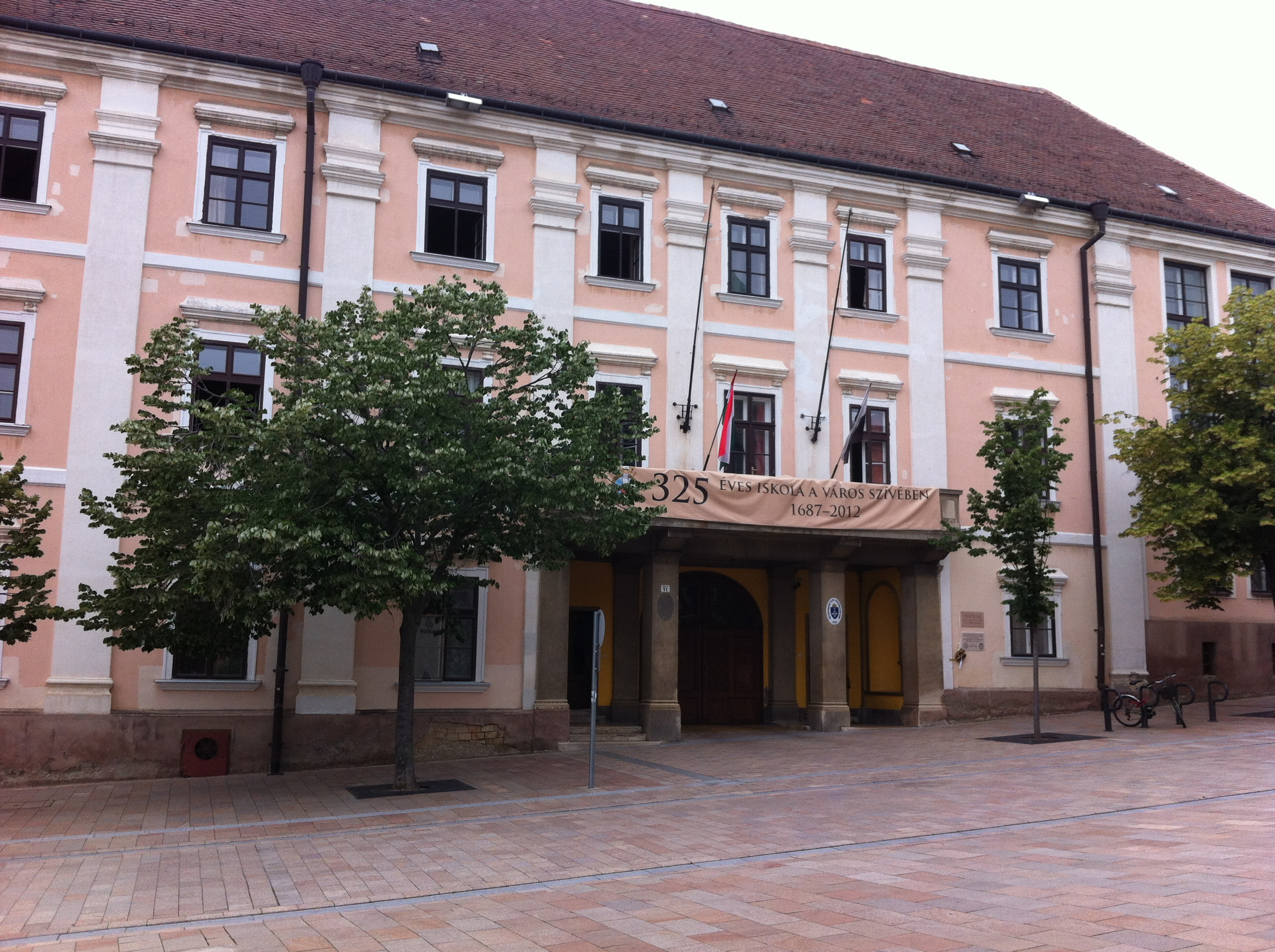
Główne wejście do gimnazjum

Na północ od Urzędu Komitackiego znajduje się Cysterskie Gimnazjum i Kolegium im. Ludwika Wielkiego, (A Ciszterci Rend Nagy Lajos Gimnáziuma és Kollégiuma), dwupiętrowy gmach z fasadami wychodzącymi na trzy ulice. Jego część od strony placu wybudowali jezuici w latach 1716–1726, używając do tego celu kamieni nagrobkowych z tureckiego cmentarza na placu Szpitalnym, (Kórház tér). W budynku tym nauczał w latach 1723–1728 poeta Ferenc Faludi. Od 1785 do 1802 roku w budynku działała akademia filozoficzna. Wielokrotnie był tu szpital, a w latach 1852–1863 nawet koszary. Od początku XIX wieku do momentu rozwiązania zakonu był w posiadaniu cystersów. Południowe skrzydło postawiono w 1863 r. a nowoczesne, północne w latach 1935–1936. Na klatce schodowej można zobaczyć freski autorstwa Ernő Gebauera, obrazujące założenie i budowę pierwszego uniwersytetu w Peczu. Na dziedzińcu ozdobionym arkadami działało kąpielisko publiczne.
W północno-wschodnim rogu budynku, w małym parku, stoi popiersie Leonarda da Vinci 1958 r. autorstwa Györgya Baksy Soósa.

### Strona północna
W północno-zachodnim rogu placu stoi dawny budynek Szkoły Śródmiejskiej, (Belvárosi iskola), która funkcjonowała od początku XVIII wieku do 1983 roku. Od 1987 r. była tu Biblioteka Uniwersytecka, (Egyetemi Könyvtár), a od 2010 r. użytkowało go Archiwum Uniwersyteckie (PTE Egyetemi Levéltár) wraz z Wydziałem Nauk o Zdrowiu, (Egészségtudományi Kar ).
Północną część placu zamyka budynek nr 12, mieszczący dział archeologiczny Muzeum Janusa Pannoniusa, (Janus Pannonius Múzeum). Główna fasada jest w stylu zopf, a boczna w klasycystycznym. W okresie panowania tureckiego w miejscu tym stał dom agi Ibrahima Csóra. W wejściu do szkoły znajdują się dwie piękne bramy z kutego żelaza z początku XIX wieku.
Na północno-wschodniej stronie placu znajdują się dwa domy narożne: wzniesiony ok. 1840 r. a w 1950 r. częściowo zburzony i przebudowany dom Eizera, (Eizer-ház), stojący między ulicami Hunyadi i Megye oraz na rogu ulicy Megye i Mária dom Taizsa, (Taizs-ház), (Széchenyi tér 13), na którego nieciekawej fasadzie uwagę przykuwa bogato zdobiony narożny balkon.

### Strona wschodnia

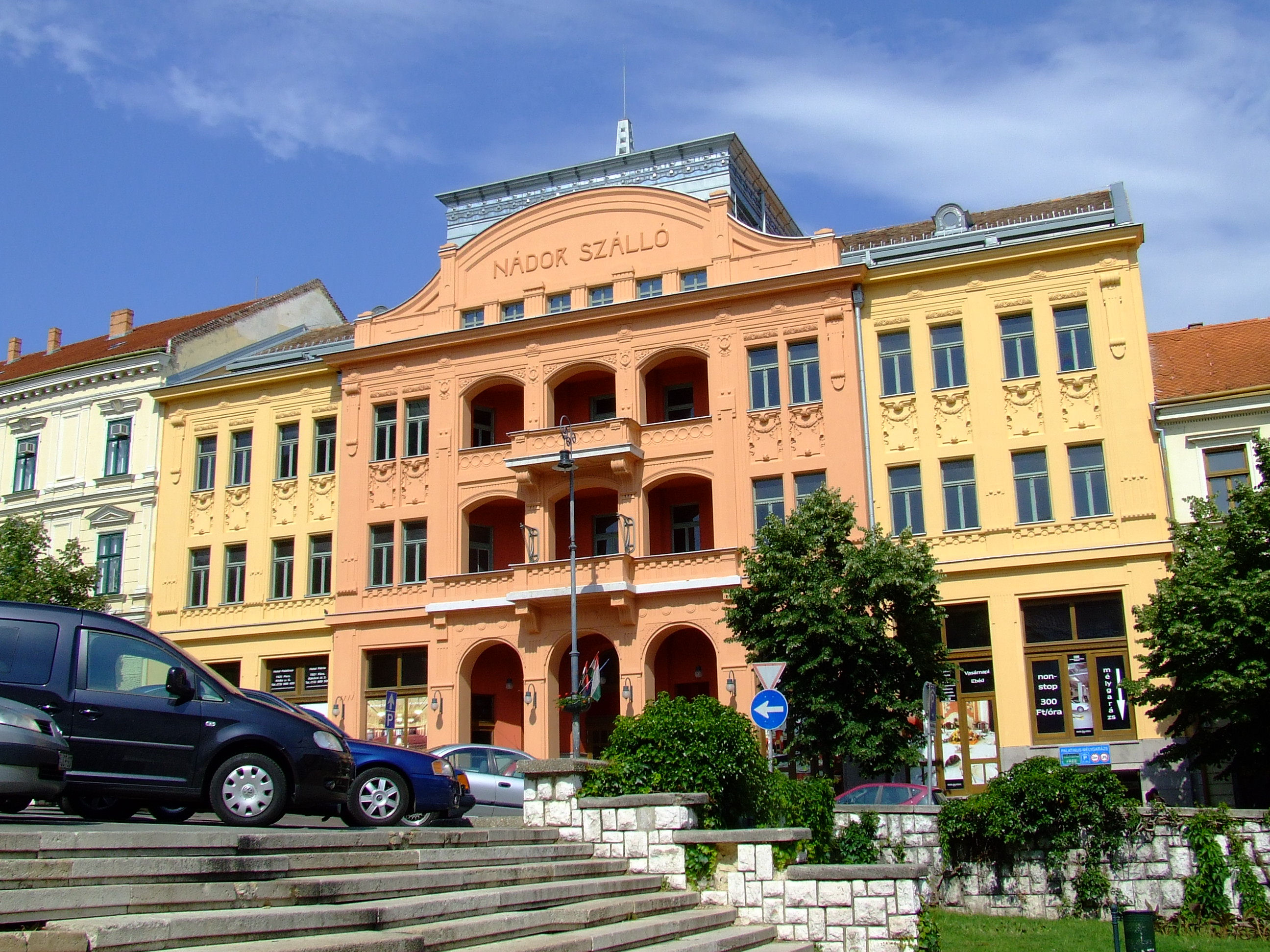
Odnowiona fasada hotelu Nádor szálló

Na placu Széchenyiego pod numerem 14 stoi budynek peczeńskiego sądu. W miejscu tym, w tureckich czasach stała najbardziej ozdobna turecka łaźnia, która została uszkodzona w czasie walk w 1664 r. a 1686 r. całkowicie zniszczona. Do roku 1786 nie wybudowano na tej działce nic nowego. Obecny budynek, wybudowany w 1891 r. w stylu eklektycznym, przeznaczony był specjalnie dla peczeńskiego sądu apelacyjnego.
Znajdujący się pod adresem Széchenyi tér 15, wybudowany w 1846 r. budynek hotelu Nádor szálló, miał początkowo 30 pokojów. W 1902 r. został zburzony, a na jego miejscu wybudowano większy. Do końca lat 80. XX wieku fasada budynku uległa poważnemu zniszczeniu. W 2005 r. po ponad 15 latach od zamknięcia wyremontowano fasadę, a pod budynkiem urządzono podziemny garaż. Hotelu jednak nie uruchomiono.
Pod numerami od 16 do 18 stoją trzy domy kupieckie, które zostały wybudowane na trzech do tej pory pustych działkach przez trzy rodziny: północny przez Mártona Stopfera, środkowy przez Miklósa Zsolnaya, a południowy przez Lőrinca Littkego.

## Galeria

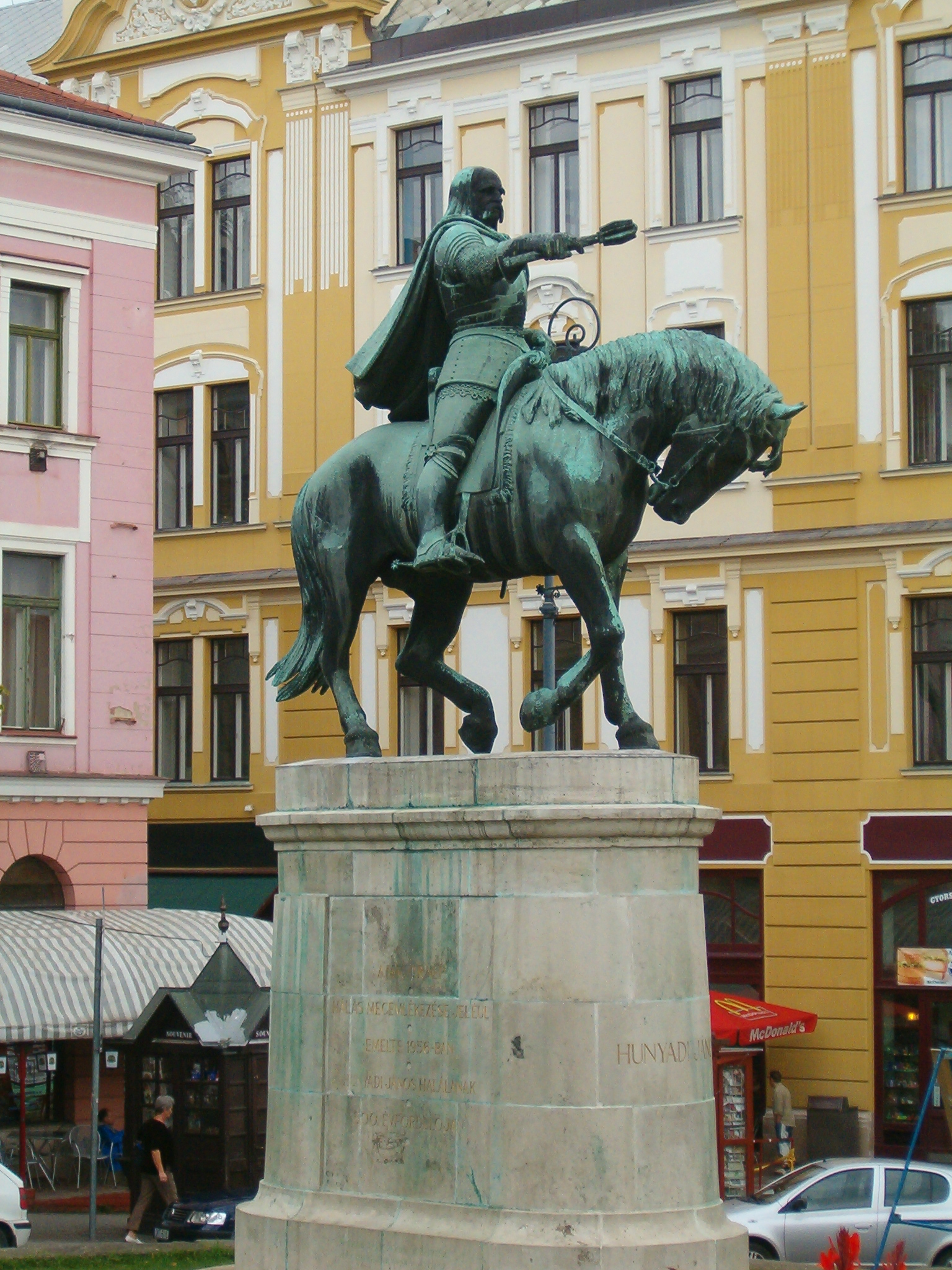
Pomnik Jánosa Hunyadyego w Peczu jest doskonałym miejscem na umawianie spotkań
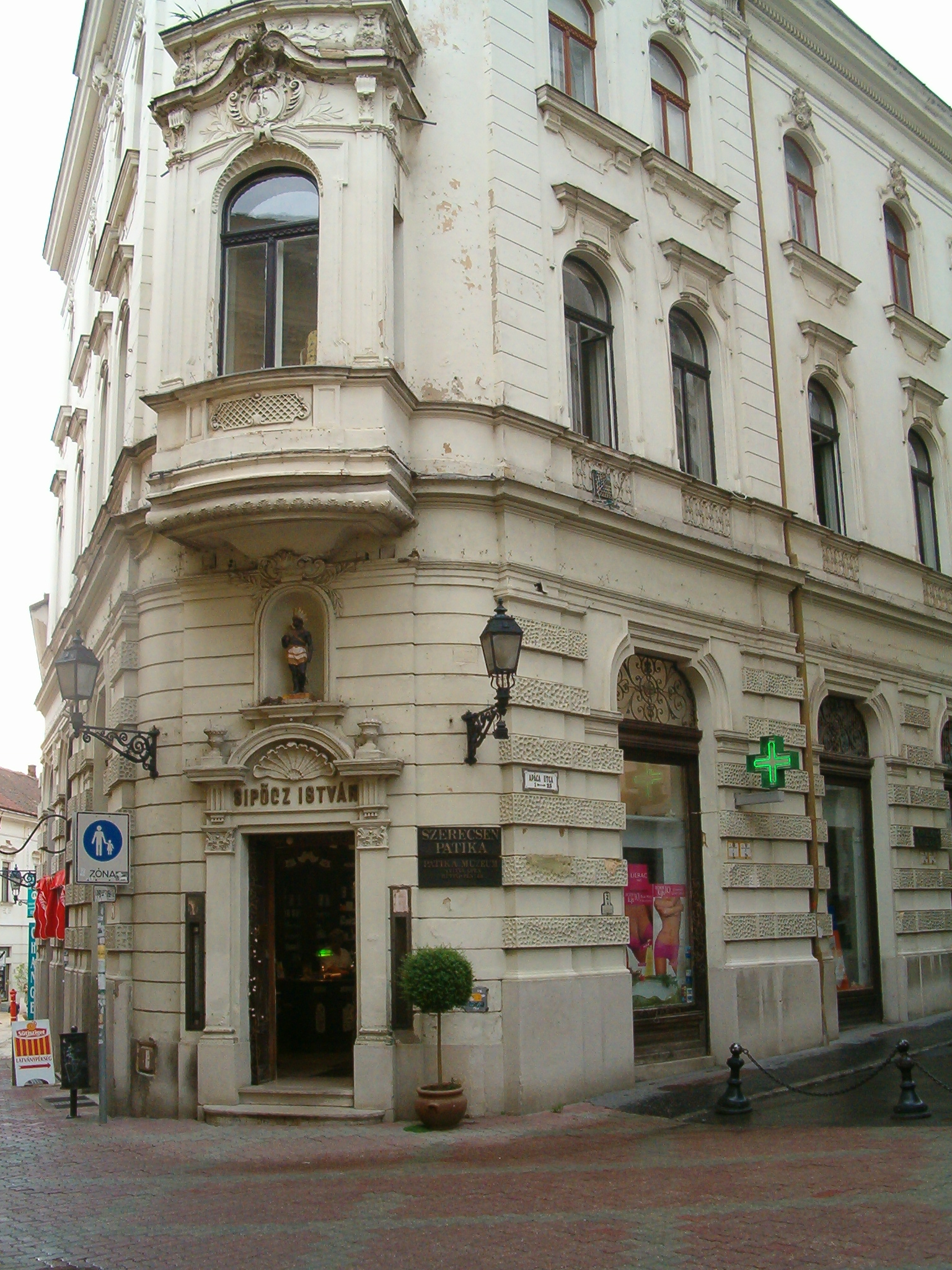
Apteka pod Murzynem w narożnym domu
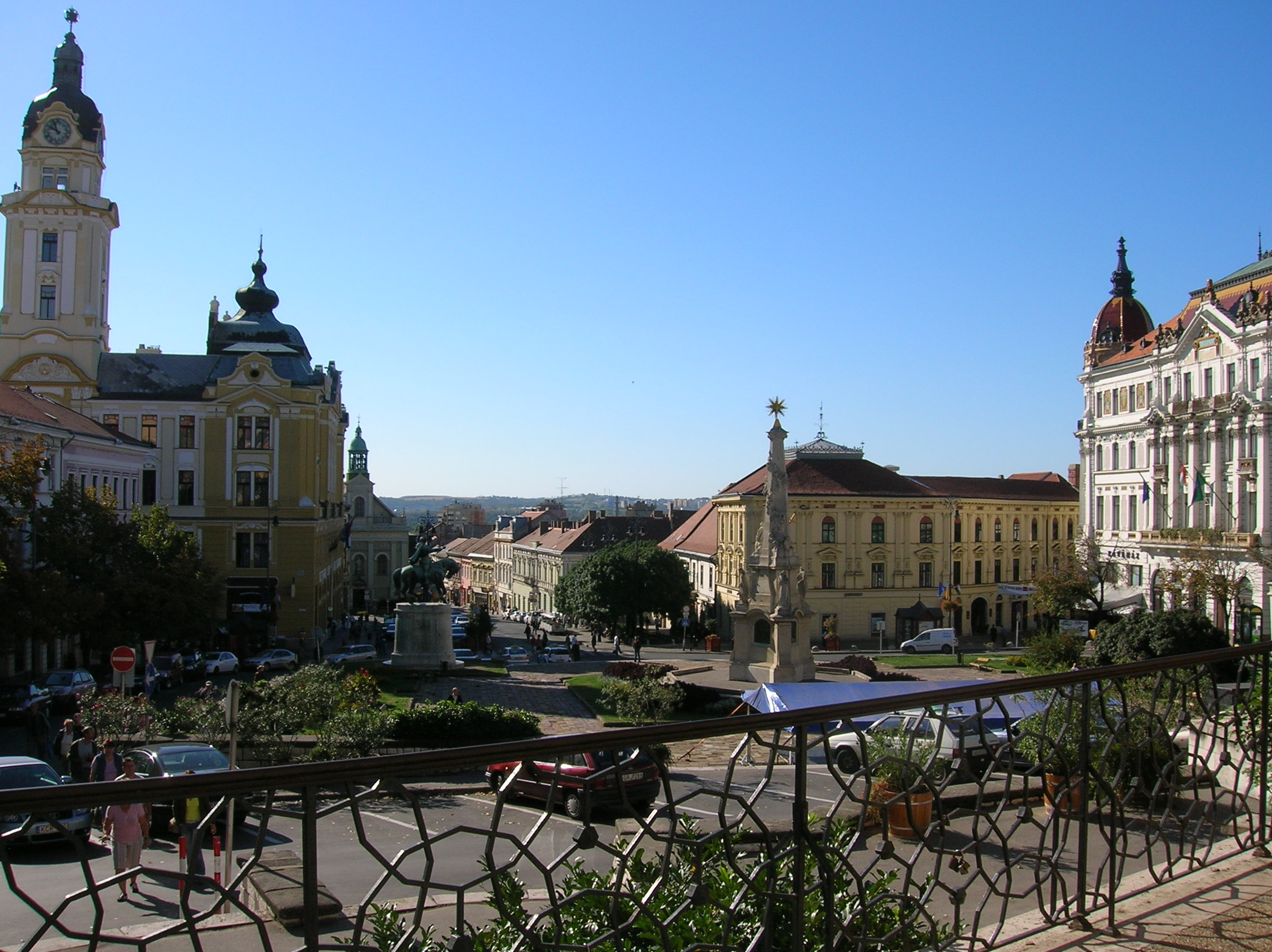
Widok na plac z meczetu
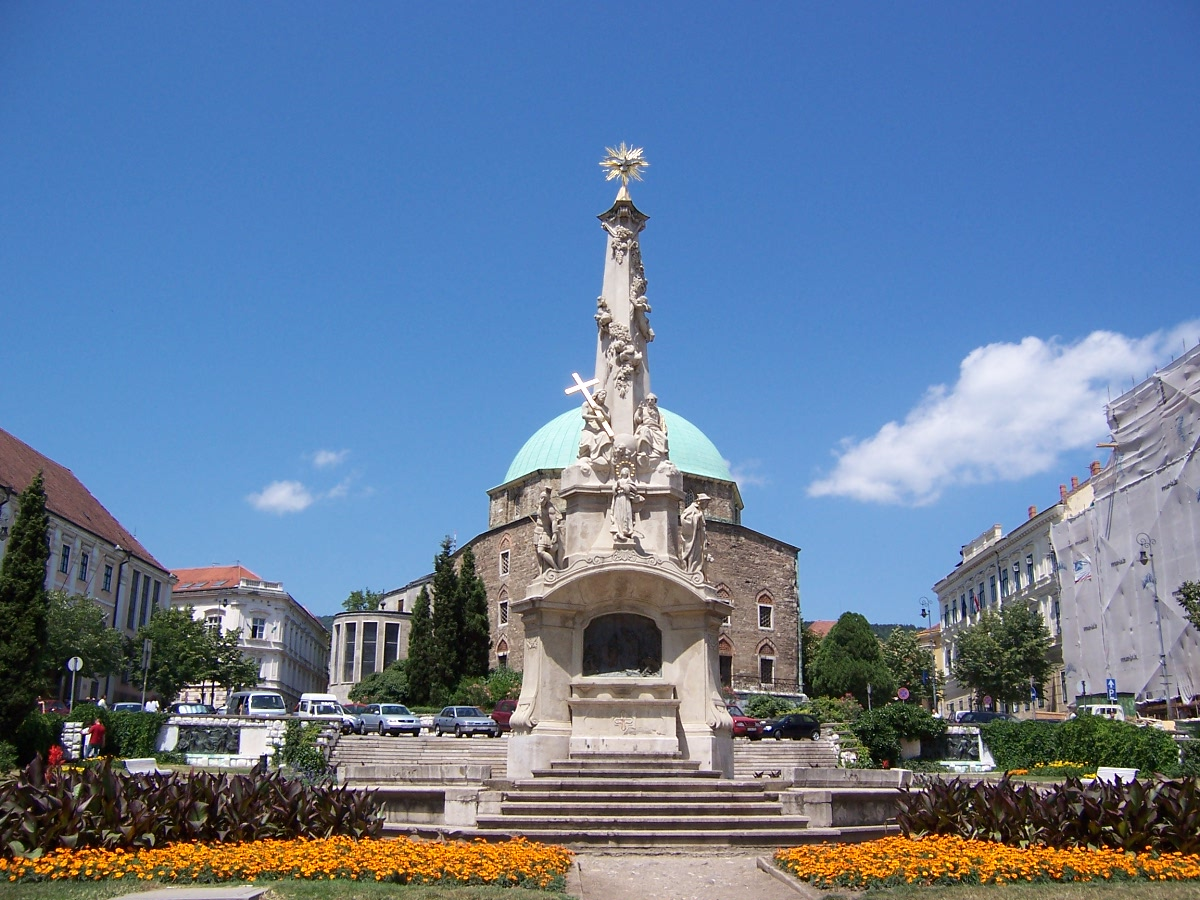
Pomnik Świętej Trójcy
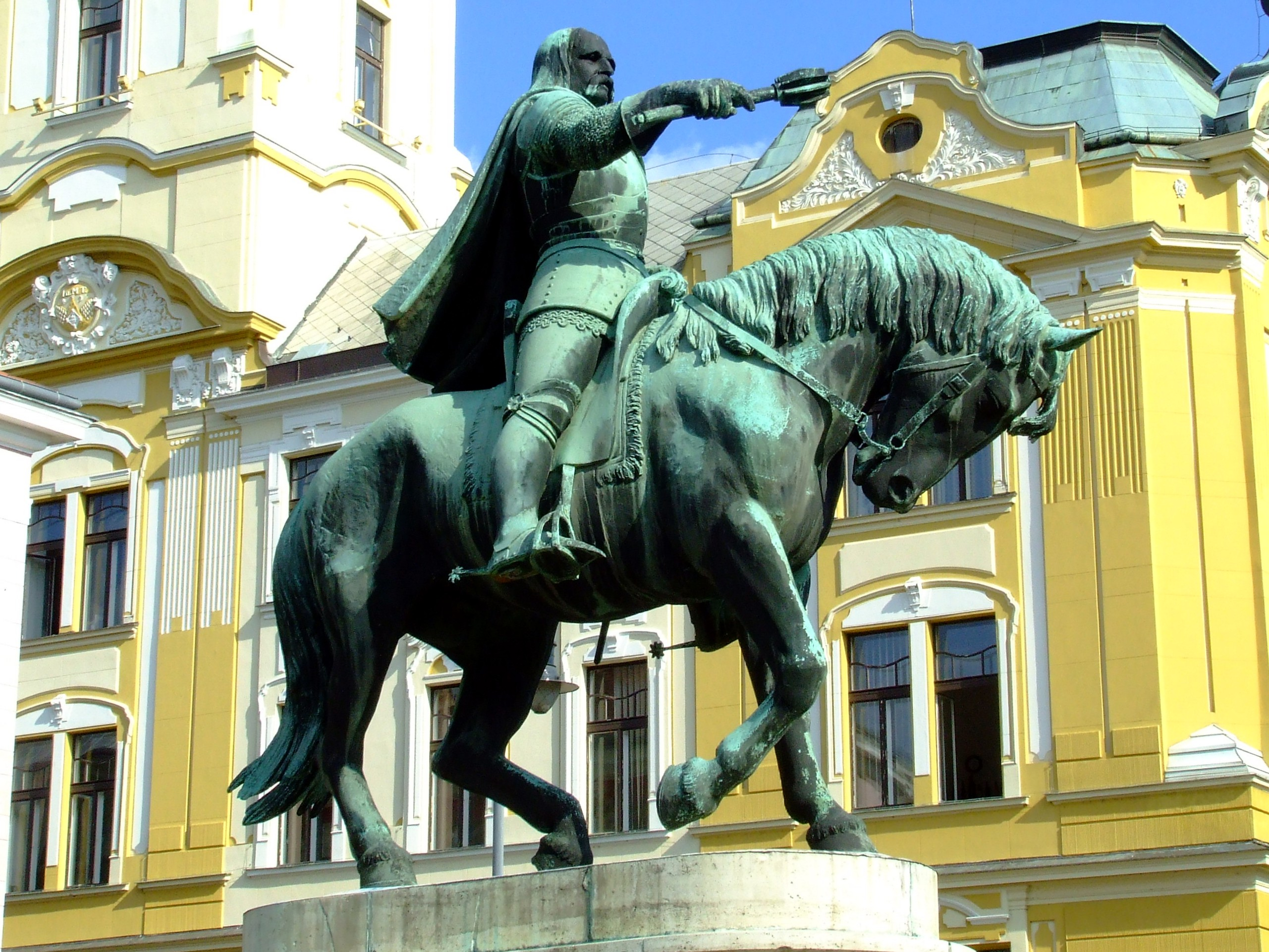
Pomnik Hunyadyego
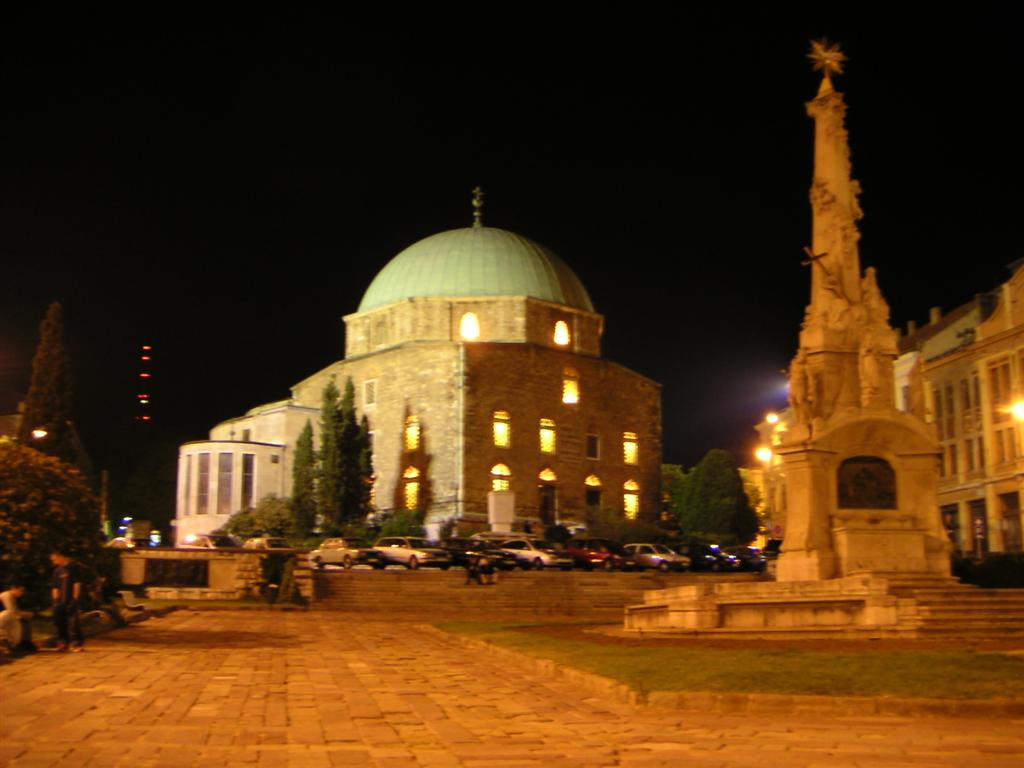
Plac Széchenyiego nocą
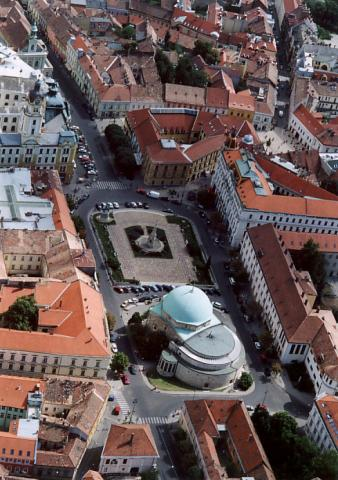
Widok z lotu ptaka